# Herrljunga köping
Denna artikel handlar om den tidigare kommunen Herrljunga köping. För orten se Herrljunga, för dagens kommun, se Herrljunga kommun.
Herrljunga köping var en tidigare kommun i Älvsborgs län.

## Administrativ historik
Herrljunga köping bildades genom en ombildning 1953 av Herrljunga landskommun som året innan utökats. I Herrljunga landskommun hade Herrljunga municipalsamhälle funnits sedan  24 augusti 1906. 1971 ombildades köpingen till Herrljunga kommun.
Köpingen tillhörde församlingarna Bråttensby, Eggvena, Fölene, Herrljunga, Remmene och Tarsled (som uppgick 1964 i Herrljunga församling).

## Köpingsvapnet
Blasonering: I blått fält ett av kavlar bildat kors av silver, åtföljt av fyra sädeskärvar av guld.
Vapnet utformades av Svenska Kommunalheraldiska Institutet och fastställdes 1956. Efter kommunbildningen 1975 ersattes de i två av fälten med gäss från Gäsene härads sigill. Kärvarna är från Kullings härads sigill.

## Geografi

### Tätorter i köpingen 1960
I Herrljunga köping fanns tätorten Herrljunga, som hade 2 503 invånare den 1 november 1960. Tätortsgraden i köpingen var då 60,1 procent.

## Politik

### Mandatfördelning i Herrljunga köping, valen 1954-1966
| 11 | 8 | 10 | 6 |

| 30 | 5 |

| 11 | 8 | 10 | 6 |

| 31 |

| 13 | 7 | 10 | 5 |

| 31 |

| 10 | 2 | 8 | 9 | 6 |

| 32 |